# Ligawasan (Flussmarschen)
Der Ligawasan ist eine Flussmarschlandschaft auf der Insel Mindanao in den Philippinen. Die Flussmarsch erstreckt sich über 288.000 Hektar in den drei Provinzen Maguindanao, Sultan Kudarat und Cotabato. Sie gehört zu den größten Feuchtgebieten in den Philippinen und besteht aus drei Hauptgebieten, der Ligawasan-, der Libungan- und der Ebpanan-Flussmarsch. Der Ligawasan gehört zum Einzugsgebiet des Rio Grande de Mindanao; ihn durchziehen die Flüsse Buluan, Maganao und Alah.
Es handelt sich um einen ganzen Komplex von Flussläufen, kleinen Süßwasserseen, Tümpeln und Sumpfland. Sie bilden ein sogenanntes Binnendelta mit Abfluss aus. Es kommt im Jahresverlauf zu unterschiedlichen Pegelständen der Flüsse und Seen in diesem Gebiet. Zeitweise werden ganze Gebiete im Mindanao-Basin geflutet, besonders bei starken Regenfällen. In den Ligawasan-Flussmarschen gibt es große Schwemmlandwälder und Feuchtgebiete, die als Lebensraum für Enten, Fischreiher, Silberreiher, aber auch für Küstenvögel wie den Möwen dienen.
Die Flussmarsch ist ein wichtiger Lebensraum für endemische Tierarten wie dem Affenadler, der Philippinenente und dem Philippinen-Krokodil. In den Flussauen wurden insgesamt 92 Vogelarten, sechs Reptilienarten und fünf Amphibienarten beobachtet.
In den Flüssen und Seen wurden bisher 33 Fischarten gezählt.
In den Feuchtgebieten wurden bisher 194 Arten von Pflanzen identifiziert, die in 65 verschiedene Gattungen unterteilt werden. Zwölf dieser Pflanzenarten sind in den Philippinen endemisch.
Ca. 30.000 Hektar des Feuchtgebietes stehen unter Naturschutz und werden als Vogelschutzgebiete ausgewiesen.

## Quelle
- Die Ligawasan Flussmarsch auf der UNESCO Tentitive List